# Irina Bokovová
Irina Georgieva Bokovová (bulharsky: Ирина Георгиева Бокова) (* 12. července 1952 Sofie) je bulharská politička, bývalá generální ředitelka UNESCO (2009–2017).
Bokovová byla po dvě volební období poslankyní bulharského parlamentu. V 90. letech 20. století krátce ministryní zahraničních věcí. Od roku 2005 působila jako velvyslankyně Bulharska ve Francii. 22. září 2009 byla zvolena generální ředitelkou UNESCO.

## Vyznamenání
- velkokříž Řádu peruánského slunce – Peru, únor 2011[2][3]
- Národní řád Čadu – Čad, březen 2012[2][3]
- komtur Národního řádu Beninu – Benin, červen 2012[3]
- důstojník Řádu za kulturní zásluhy – Monako, 21. března 2013[4][3]
- velkodůstojník Řádu José Matíase Delgada – Salvador, březen 2013[3]
- Národní řád Juana Mory Fernándeze – Kostarika, listopad 2013[3]
- Řád za zásluhy v diplomatických službách I. vyšší třídy – Jižní Korea, únor 2014[5][3]
- Řád Pákistánu II. třídy – Pákistán, únor 2014[3]
- Řád Stará planina I. třídy – Bulharsko, 31. března 2014[2][3]
- Řád přátelství I. třídy – Kazachstán, 3. dubna 2014[2][3]
- komandér Řádu umění a literatury – Francie, květen 2014[3]
- komtur Řádu Ouissam Alaouite – Maroko, červenec 2014[3]
- velkodůstojník Řádu za chrabrost – Kamerun, září 2014[3]
- komandér Řádu čestné legie – Francie, duben 2015[2][6]
- Řád polární hvězdy – Mongolsko, listopad 2015[3]
- velkodůstojník Národního řádu Pobřeží slonoviny – Pobřeží slonoviny, 2017[7]
- velkokříž Řádu Alfonsa X. Moudrého – Španělsko, listopad 2017[8]